# Acide 3-phosphoshikimique
L'acide 3-phosphoshikimique, ou acide shikimique 3-phosphate, est un métabolite de la voie du shikimate de biosynthèse des acides aminés aromatiques. Il résulte de la phosphorylation du shikimate par la shikimate kinase à la cinquième étape de cette voie métabolique.